# Saint-Aybert
Saint-Aybert – miejscowość i gmina we Francji, w regionie Hauts-de-France, w departamencie Nord.
Według danych na rok 1990 gminę zamieszkiwało 295 osób, a gęstość zaludnienia wynosiła 70 osób/km² (wśród 1549 gmin regionu Nord-Pas-de-Calais Saint-Aybert plasuje się na 934. miejscu pod względem liczby ludności, natomiast pod względem powierzchni na miejscu 748.).